# Distrito electoral de Grantsburg n.º 2
Grantsburg No. 2 (en inglés: Grantsburg No. 2 Precinct) es un distrito electoral ubicado en el condado de Johnson en el estado estadounidense de Illinois. En el Censo de 2010 tenía una población de 296 habitantes y una densidad poblacional de 6,33 personas por km².

## Geografía
Según la Oficina del Censo de los Estados Unidos, tiene una superficie total de 46.78 km², de la cual 46.39 km² corresponden a tierra firme y (0.84%) 0.39 km² es agua.

## Demografía
Según el censo de 2010, había 296 personas residiendo. La densidad de población era de 6,33 hab./km². De los 296 habitantes, estaba compuesto por el 98.99% blancos, el 0% eran afroamericanos, el 0.34% eran amerindios, el 0.34% eran asiáticos, el 0% eran isleños del Pacífico, el 0% eran de otras razas y el 0.34% pertenecían a dos o más razas. Del total de la población el 1.01% eran hispanos o latinos de cualquier raza.